# Pseudeumastacops inexpectata
Pseudeumastacops inexpectata is een rechtvleugelig insect uit de familie Eumastacidae. De wetenschappelijke naam van deze soort is voor het eerst geldig gepubliceerd in 1974 door Descamps.